# Tulegatan

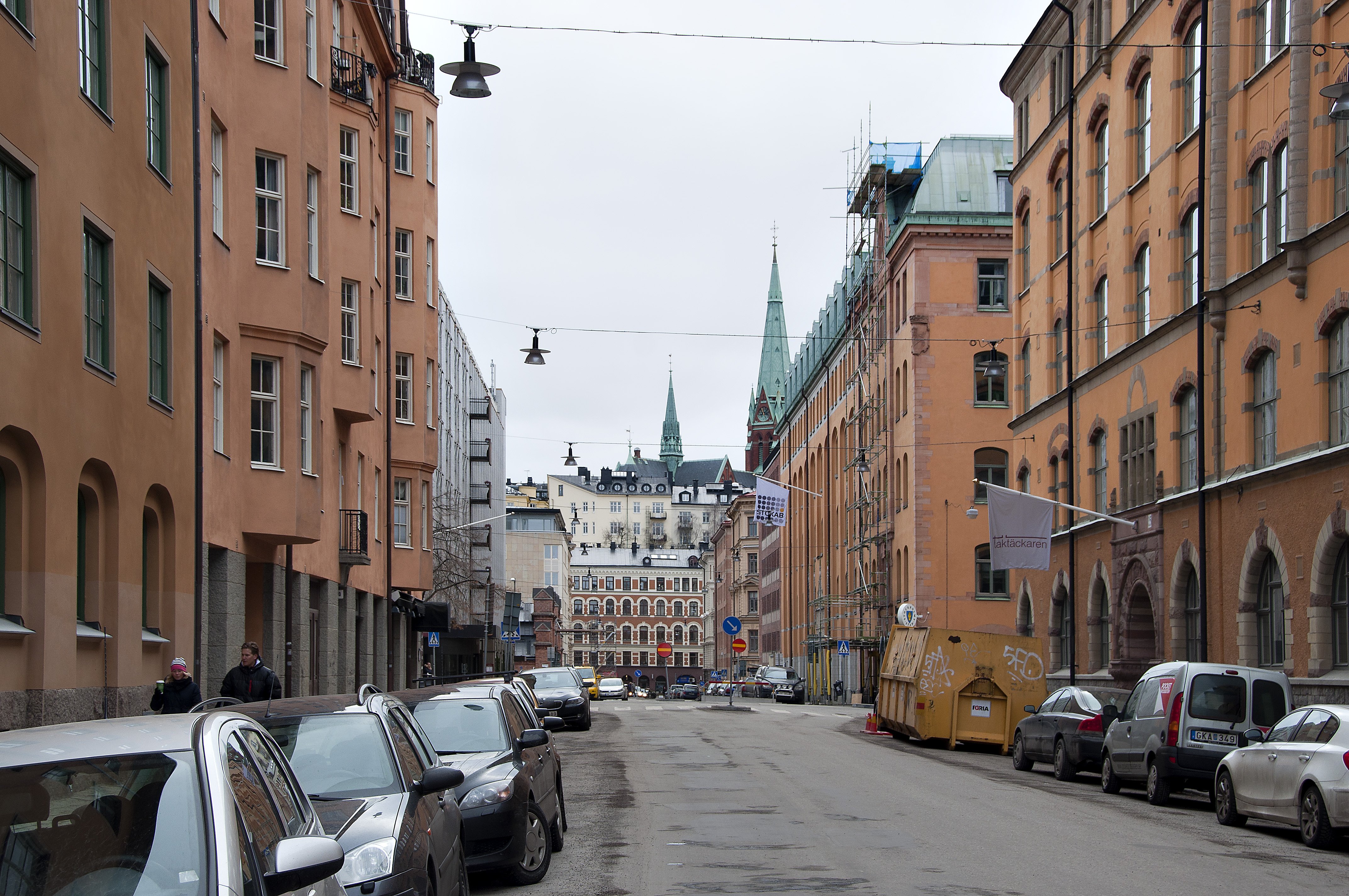
T.h. före detta LME:s fabriksbyggnad, därefter före detta Tulestationen. I fonden Sankt Johannes kyrka, 2011.

Tulegatan är en gata belägen i Vasastan i Stockholms innerstad. Gatan sträcker sig från Tegnérgatan i söder, till Frejgatan och lite till i norr längs Vanadislunden. Gatan är ca 900 meter lång.

## Historik
Tulegatan har tidigare hetat Lilla Surbrunnsgatan från Rehnsgatan och norrut, men det var inte dess ursprungliga namn.
På Tillaei karta från 1733 finns den prydligt inritad och kallas där Nya Wägen. På kartan återfinns även kvarnen Jan Erss. Först omkring 1820 bär sträckan mellan Rehnsgatan och vidare norrut namnet Lilla Surbrunnsgatan. Så hette denna gata fram till den stora namnrevisionen 1885 då den fick namnet "Thulegatan". Under antiken var "Thule" namnet på det längst i norr belägna landet.

## Byggnader längs gatan
- Tulestationen, eller Stockholms elektricitetsverkets huvudstation ligger i kvarteret Apotekaren vid Tulegatan 7-13. Byggnaden är en av flera liknande stationer som ritades av arkitekten Ferdinand Boberg åren 1902-1906.
- Norra Real från 1890 vänder baksidan mot Tulegatan mellan Rehnsgatan och Markvardsgatan.
- LM Ericssons fabrik, Tulegatan huserade i kvarteren Takläggaren och Hälsan fram till flytten till Telefonplan på 1930- och 40-talet (se LM Ericsson-byggnaden, Telefonplan.
- I kvarteret Apotekaren låg även den tidigare Immanuelskyrkan som byggdes för Lutherska Missionsförsamlingen 1884-87. Kyrkobyggnaden är riven och missionskyrkan ligger nu i Kvarteret Provisorn.
- Stockholms Spårvägars tidigare spårvagnshallar vänder sin baksida mot gatan i Kvarteret Spårvagnen.

### Bilder, byggnader i urval

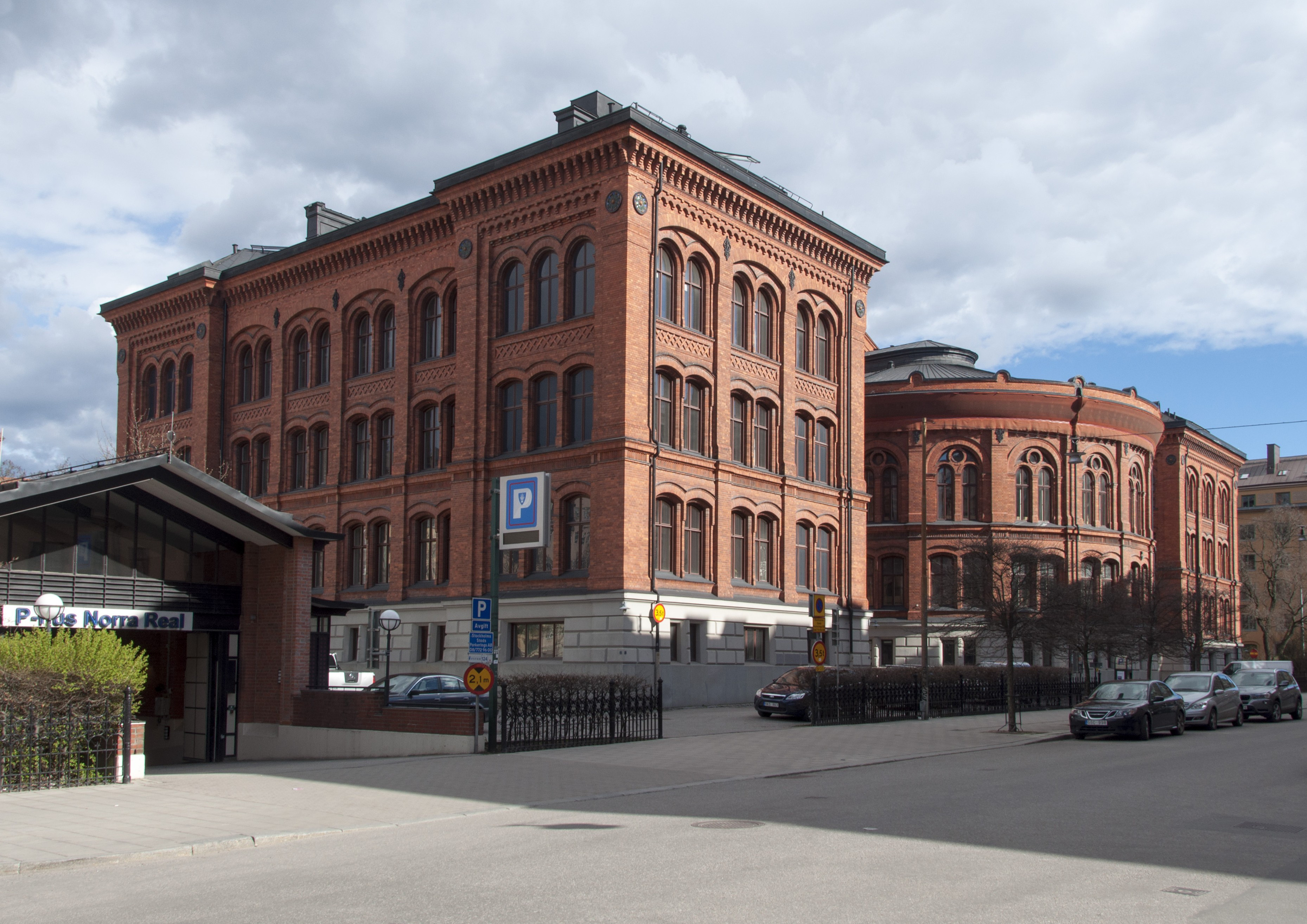
Norra Real
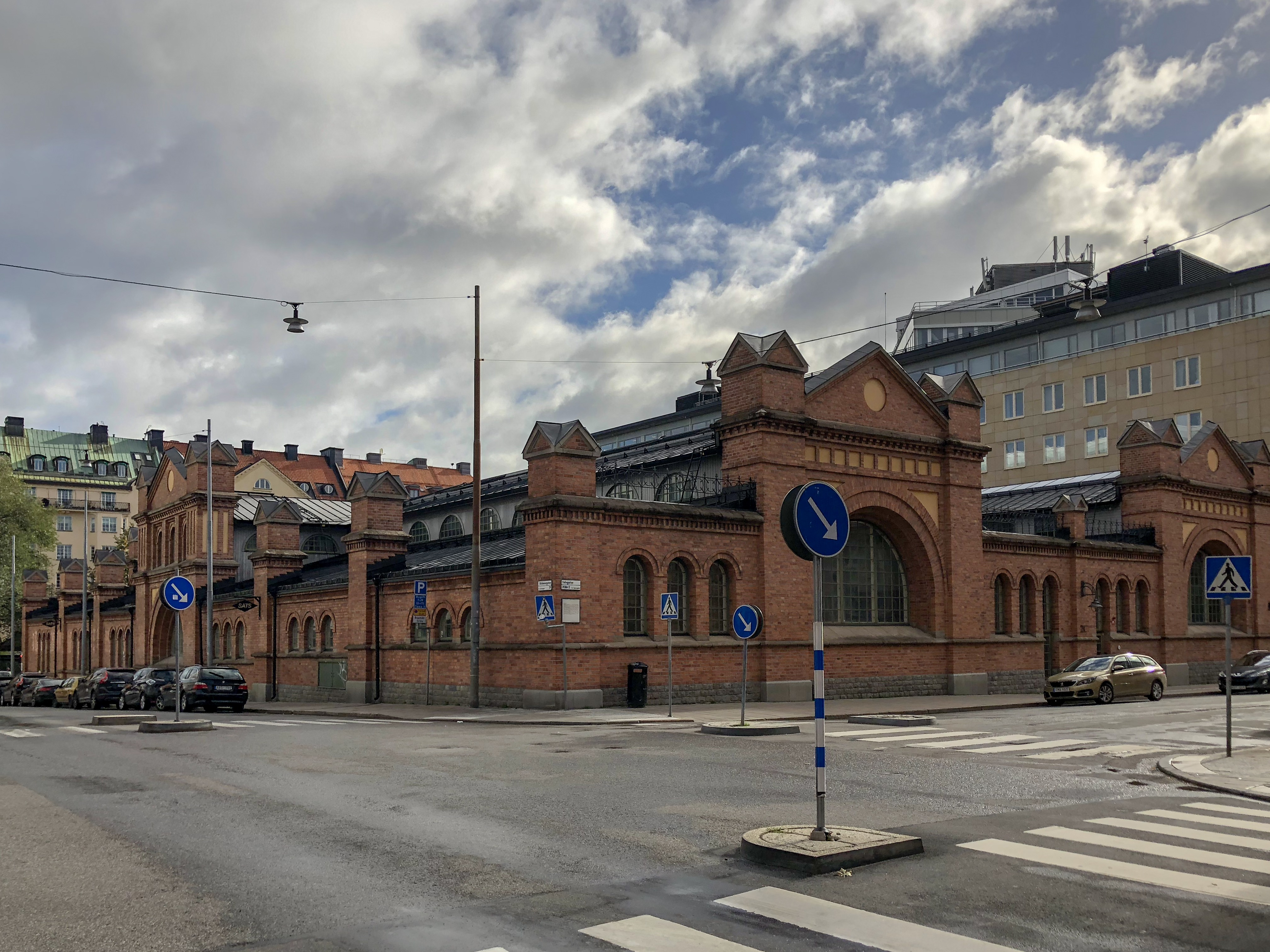
Före detta Spårvägshallarna
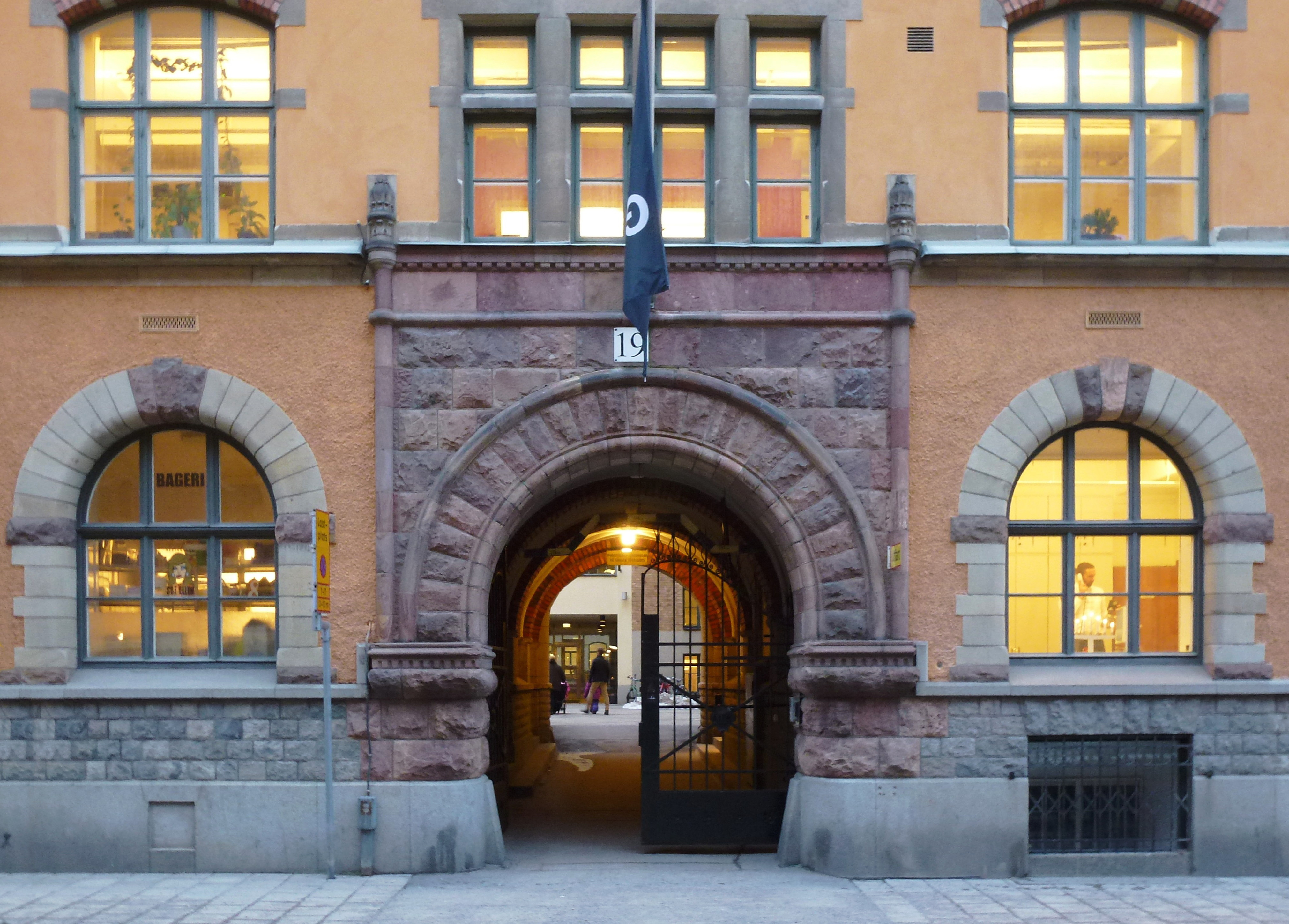
Före detta LM Ericssons fabrik, Tulegatan
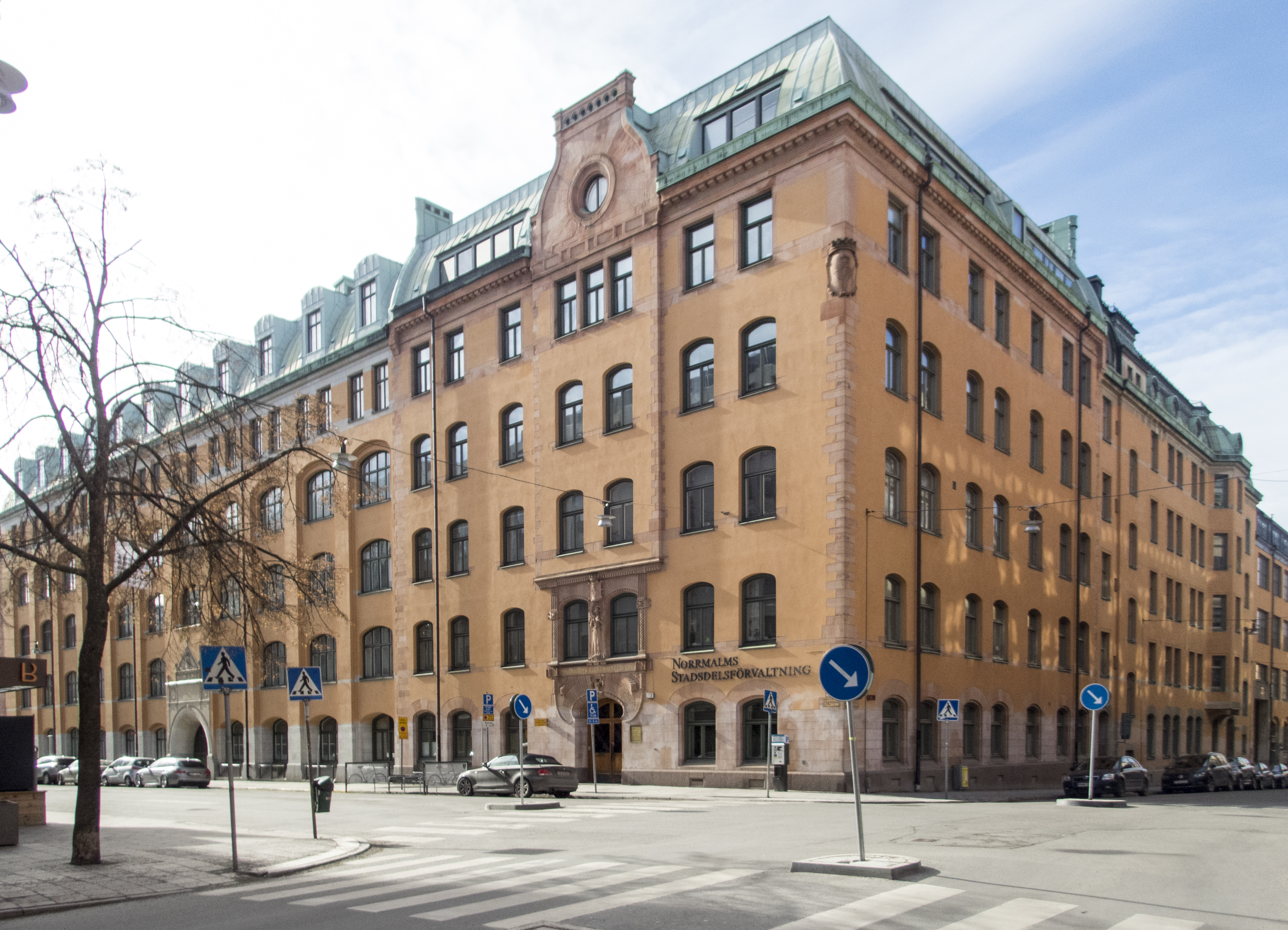
Före detta Tulestationen